# Duchesse de Fontanges
Marie-Angélique de Scorailles (ou d'Escorailles) de Roussille, duchesse de Fontanges, née le 27 juillet 1661 et morte le 28 juin 1681, est une favorite de Louis XIV. À l'âge de 17 ans, elle tomba dans les bras du roi, alors âgé de 41 ans. Elle fut la dernière à ce titre dans la vie de Louis XIV, dans la mesure où la relation du roi avec Madame de Montespan était alors finissante et où Madame de Maintenon ne fut pas à proprement parler une favorite, puisque le roi l'épousa et n'eut plus jamais de maîtresses après son mariage secret avec elle.
On pense que Mlle de Fontanges naquit au château de Cropières, dans le Cantal. Elle mourut à l'abbaye de Port-Royal de Paris.

## Naissance, éducation et description physique
Marie Angélique de Scorailles est issue d'une très ancienne famille noble d'Auvergne, où son père, Jean-Rigal de Scorrailles, seigneur de  Fontanges, Roussille. Son père était lieutenant du roi en Auvergne et avait sept enfants. Marie-Angélique prit le titre de « Demoiselle de Fontanges », du nom de sa grand-mère paternelle Guillemine de Fontanges, d'un domaine hérité par son père, dernière descendante de la branche aînée de cette ancienne famille féodale d'Auvergne. Angélique de Scorrailles, demoiselle de Fontanges, était réputée pour sa grande beauté. Elle avait les cheveux châtain très clair tirant sur le roux (blond vénitien), un teint de lait, des yeux bleu-gris, « la taille flexible de la jeunesse et un port de tête, une allure, dignes de séduire un roi ».
Née la même année que le Dauphin, elle grandit au moment où le roi commence à afficher publiquement ses relations adultères avec Mademoiselle de La Vallière puis avec Madame de Montespan.
En 1678, remarquant la grande beauté de sa cousine, César de Grollée, un cousin de son père, souhaite l'introduire à la Cour de France en tant que fille d'honneur de la princesse Palatine, duchesse d'Orléans, belle-sœur du roi.
La duchesse d'Orléans se prit rapidement d'affection pour Mademoiselle de Fontanges et écrivit à son sujet :

« Il n'y a rien de mieux que de la voir. Elle a la meilleure personnalité du monde, mais pas plus intelligente qu'un chaton »

Peu de temps avant de partir, la jeune fille aurait fait dans son  sommeil un rêve qui l'aurait troublée et s'en serait ouverte à son confesseur : au sommet d'une haute montagne, elle se serait soudain trouvée environnée d'horribles nuages noirs qui l'auraient effrayée. « Prenez garde à vous, lui aurait conseillé l'homme de Dieu, cette montagne est la cour où il vous arrivera un grand éclat. Si vous restez fidèle à Dieu, il ne vous arrivera rien. Sinon… ».

## Biographie

### Arrivée à la Cour
L'ambassadeur de Prusse Ézéchiel Spanheim note : « Mlle de Fontanges vint à la Cour dans l'année 1679, avec le dessein formé et les espérances fomentées même par ceux de sa famille, de faire du roi son amant ».
La princesse Palatine décrit Angélique : « Belle comme un ange, avec un cœur excellent, mais sotte comme un panier ». En réalité sa « sottise » serait plutôt un manque d'esprit et de culture, qualités que l'on devait avoir pour briller à la Cour.
À l'époque où Angélique arrive à la Cour, le cœur de Louis XIV est partagé entre la favorite en titre d'alors, Athénaïs de Rochechouart de Mortemart, marquise de Montespan et la gouvernante des enfants qu'il a eus avec elle, Françoise d'Aubigné, veuve Scarron, marquise de Maintenon. Athénaïs de Montespan présenta alors la fille d'honneur de la duchesse d'Orléans, âgée de dix-sept ans, au roi qui en avait quarante, espérant ainsi détourner Louis XIV de Madame de Maintenon. Ayant répandu à la cour le bruit que mademoiselle de Fontanges avait  la  réputation d'être « sotte comme un panier », la marquise de Montespan pensait avec présomption que le roi se lasserait vite de la jeune fille et lui reviendrait, comme ce fut plusieurs fois le cas, notamment avec Mademoiselle de Ludres.

### Favorite royale

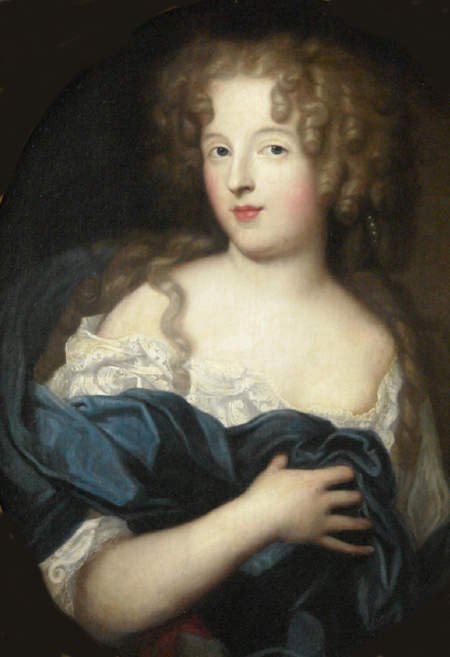
Marie-Angélique de Scorailles, main droite posée sur un tissu bleu, par Pierre Mignard (1678).

Dès qu'elle attira l'attention du roi et devint sa concubine préférée, l'artiste Pierre Mignard peignit un portrait d'elle vêtue d'une robe bleue, assise contre un coussin de velours cramoisi, tenant des roses et des anémones.
Louis XIV fut tout de suite séduit par la jeune beauté ; l'ambassadeur Spanheim note : 
« Le duc de La Rochefoucauld, un des courtisans les plus accrédités dans les bonnes grâces du roi, fut l'entremetteur de sa passion et n'eut pas de peine à y faire répondre agréablement la dame ». Mais il fallut trois mois, plus quelques mots doux, une paire de pendants d'oreilles et un sautoir de perles pour la conquérir[réf. à confirmer].
Angélique de Scorailles reçut alors le roi dans sa chambre du Palais-Royal. Les premières semaines, le secret de leur liaison est maintenu, puis le roi décide de la montrer à la Cour un matin lors de la messe, aux côtés de sa maîtresse officielle et de la reine. Il porte bien souvent des rubans assortis à ceux d'Angélique et multiplie les fêtes en son honneur; Angélique de Scorailles accumula vite des signes de distinction inouïs et quantité d'argent, de bijoux, de bénéfices : le roi lui accorde une pension de 100 000 écus par mois et presque autant en bijoux, en meubles et en ajustements,, « son  prix de revient ne s'élève pas à moins de 12 millions pour trois ans ».
Au printemps 1679, le roi  fait de Mademoiselle de Fontanges sa nouvelle favorite et multiplie les divertissements en son honneur. Il montre grandement son attachement pour elle, en portant bien souvent des rubans assortis à ceux de Marie-Angélique. Bientôt, il apparaît qu’elle est enceinte, ce qui provoque la colère d’Athénaïs, qui ne pensait pas le roi si épris de sa jeune conquête. Elle confie à la marquise de Maintenon : 

« Le roi a trois maîtresses : moi de nom, cette fille de fait et vous de cœur »

Marie-Angélique crée bientôt, malgré elle,  la célèbre mode de la coiffure  « à la Fontanges » : lors d’une promenade à cheval dans la forêt de Fontainebleau, ses cheveux s’accrochent à une branche et elle apparaît devant le roi retenant sa coiffure à l’aide d’un ruban, ce que Louis XIV trouve tout à fait charmant. Le lendemain, toutes les dames de la cour adoptent cette coiffure… sauf la marquise de Montespan qui trouve cela de « mauvais goût ».
Voyant la mauvaise tournure que prenait son plan, la marquise de Montespan entra alors dans une de ces colères dont elle avait le secret. Le roi, pour la calmer, lui offrit le privilège du tabouret, seulement réservé aux princesses et duchesses. Mais cela ne calma pas la redoutable marquise qui avait donné sept enfants au roi : lors d'un séjour de la Cour à Saint-Germain-en-Laye elle fit ravager, dans la nuit, l'appartement de sa rivale par deux ours apprivoisés que Louis XIV lui avait offerts,. Angélique fut alors la risée de toute la Cour ; du duc de Saint-Simon à la marquise de Sévigné en passant par la Palatine, les moqueries allèrent bon train.
Il y avait entre les deux favorites une sorte de duel ; Primi Visconti, ambassadeur de Venise, notait : « Le Roi vivait avec ses favorites, chacune de son côté, comme dans une famille légitime : la reine recevait leurs visites ainsi que celles des enfants naturels, comme si c'étaient pour elles un devoir à remplir, car tout doit marcher selon la qualité de chacune et la volonté du Roi. Lorsqu'elles assistaient à la messe à Saint-Germain, elles se plaçaient devant les yeux du Roi, Madame de Montespan avec ses enfants sur la tribune à gauche, vis-à-vis de tout le monde, et l'autre à droite, tandis qu'à Versailles, Madame de Montespan était du côté de l'Évangile et Mademoiselle de Fontanges sur des gradins élevés du côté de l'Épitre. Elles priaient, le chapelet ou leur livre de messe à la main, levant les yeux en extase, comme des saintes ».

### Déclin de la faveur royale
À l'automne 1679, le roi commence à se lasser d'Angélique de Scorailles, à cause du manque d'esprit de la favorite. La marquise de Montespan en profite alors pour charger Madame de Maintenon de persuader la jeune fille de renoncer à sa position de favorite. La demoiselle répondit : « Madame, vous me demandez de me défaire d'une passion comme on quitte une chemise ! Vous ne connaissez donc rien aux mouvements du cœur ? » La sévère Maintenon en resta pantoise. Angélique n'avait donc aucune envie de renoncer au roi et aux avantages que sa position pouvait lui procurer.
Lorsqu'elle devient maîtresse officielle de Louis XIV, Marie-Angélique se montre complaisante et arrogante, dédaignant même la reine et traitant froidement Madame de Montespan. Son nouveau pouvoir lui a fait perdre son humilité et son respect pour ceux qu’elle aurait dû respecter.

### Maladie
En janvier 1680,, elle accoucha prématurément d'un garçon qui ne vécut qu'un mois. Elle ne s'en remettra pas. Madame de Sévigné écrit « On la soigne d'une perte de sang très opiniâtre et très désobligeante, dont ses prospérités sont troublées ». La Fontanges recouvre pourtant sa beauté resplendissante et reparaît à la Cour ; brièvement hélas car souffrant toujours d'hémorragies (« blessée dans le service », écrit la caustique marquise de Sévigné), elle devient languissante et sa beauté s'altère. Louis XIV n'aimant pas les femmes malades, et Angélique de Scorailles ayant perdu sa beauté, son seul atout, il se désintéressa tout à fait d'elle. En cadeau d'adieu, le 6 avril 1680, il la fait duchesse de Fontanges (sans constitution régulière du duché, ni même un brevet) et lui octroie 22 000 écus de pension. Son père était marquis de Fontanges, du fait de sa mère, Guillemine de Fontanges (†1641) qui était l'héritière de la branche aînée de Fontanges. La future duchesse avait hérité ce fief.

### Mort
Après avoir beaucoup pleuré, plus de l'insensibilité du roi que de sa maladie, la jeune femme se retira à l'abbaye de Chelles dont sa sœur était abbesse « pour y mourir ». Lors de son séjour dans cette abbaye, Marie-Angélique échappe de peu à une tentative d’empoisonnement. En effet, son médecin lui  prescrit de l’eau minérale qui est apportée le soir même dans six flacons. Le lendemain, on s’aperçoit que les flacons sont remplis de poison. Heureusement, la duchesse n'a pas bu cette eau. L'identité de l’auteur de cette tentative d’empoisonnement ne fut jamais découverte. Peu après, éclatera l'affaire des poisons dans laquelle nombre de membres de la cour, notamment Madame de Montespan, seront compromis.
Louis XIV alla tardivement rendre visite à Angélique de Fontanges et eut quelques sanglots, ce qui fit dire à la duchesse : « Je meurs contente, puisque mes derniers regards ont vu pleurer mon Roi ». On transporta la duchesse à l'abbaye de Port-Royal de Paris, où elle mourut le 28 juin 1681, à l'âge de 19 ans. Le roi apprit la nouvelle par le duc de Noailles, auquel il répondit avec une politesse froide : 
« Quoique j'attendisse, il y a longtemps, la nouvelle que vous m'avez mandée, elle n'a pas laissé de me surprendre et de me fâcher… Faites un compliment de ma part aux frères et sœurs, et les assurez que, dans les occasions, ils me trouveront toujours disposé à leur donner des marques de ma protection. ».
Sa dépouille est enterrée dans la chapelle de l'Abbaye de Port-Royal au faubourg Saint-Jacques et son cœur a été transporté à l'abbaye de Chelles dont sa sœur était abbesse.

## Une mort mystérieuse
À l'époque où Marie-Angélique de Fontanges meurt, éclate l'affaire des poisons. On évoque alors un empoisonnement pour expliquer la mort précoce de la jeune duchesse. Les ennemis de la Montespan, de plus en plus nombreux, répandent le bruit que la marquise a fait assassiner Angélique en faisant verser du poison dans son breuvage. La Palatine précise : « La Montespan était un diable incarné ; mais la Fontanges était bonne et simple, toutes deux étaient fort belles. La dernière est morte, dit-on, parce que la première l'a empoisonnée dans du lait ; je ne sais si c'est vrai, mais ce que je sais bien, c'est que deux des gens de la Fontanges moururent, et on disait publiquement qu'ils avaient été empoisonnés ».

### Accusations
Lors des interrogatoires des sorcières et devins, certains d’entre eux parlent d'un complot qui visait à empoisonner Angélique de Fontanges. Ainsi la Monvoisin, fille de l'empoisonneuse La Voisin, accuse des complices de sa défunte mère, exécutée, d’avoir projeté l’empoisonnement de la duchesse de Fontanges. Deux hommes, dénommés Romani et Bertrand, sont arrêtés en 1680. Le premier est accusé d’avoir voulu vendre des étoffes empoisonnées à Mlle de Fontanges ; le second, d’avoir tenté de remettre à la jeune femme des gants imprégnés de poison. Les accusés prononcent le nom de Claude de Vin des Œillets, dame de chambre de la marquise de Montespan. Cependant, il faut savoir que les prisonniers avaient la possibilité de communiquer entre eux en prison et il semble qu'ils se soient mis d'accord pour dire le plus souvent les noms de Madame de Montespan et de Mademoiselle de Fontanges, espérant ainsi ne pas être torturés ; de ce fait, leurs témoignages peuvent être montés de toutes pièces.
Il apparaît également que la Filastre, faiseuse d’anges et également empoisonneuse, ait voulu entrer au service de la duchesse de Fontanges. Lorsqu'on l'interroge, la Filastre nie avoir voulu assassiner la favorite royale : elle souhaitait juste entrer comme domestique au service de la duchesse afin de subvenir aux besoins de sa famille. Cependant, soumise à la question, elle avoua avoir agi pour le compte de la marquise de Montespan : la favorite déchue désirait la mort de sa jeune rivale et retrouver l’amour du roi. Avant d’être exécutée, la Filastre revient sur ses déclarations : « Tout ce que j’ai déclaré est faux. Je ne l’ai fait que pour me libérer de la peine et de la douleur des tourments et dans la crainte qu’on me rappliquât la question. Je vous dis tout cela car je ne veux pas mourir la conscience chargée d’un mensonge. »
Il semble que la marquise de Montespan n’ait jamais cherché à faire assassiner Mlle de Fontanges en l'empoisonnant. Qui plus est, toutes les tentatives d’empoisonnement échouèrent. Si l'ancienne favorite du roi avait été à l'origine de ces complots, il aurait été facile pour elle de faire entrer les empoisonneurs au sein de la Cour.

### Autopsie

#### Autopsie contemporaine
Lorsqu’il apprend la mort d'Angélique de Fontanges, Louis XIV demande que l'on ne fasse pas d'autopsie du corps. La demande du roi ne fit qu’amplifier les doutes d’un meurtre par empoisonnement. À la demande de la famille d'Angélique, l’autopsie a tout de même lieu. Faute de moyens réellement médicaux, les médecins diagnostiquent une tuberculose avec « une pourriture totale des lobes droits du poumon » et « de l'eau dans le membrane enveloppant le cœur qui a pour conséquence l'augmentation du volume du foie, ce que l'on appelle le foie gras ». Ainsi, les causes données de la mort d'Angélique de Fontanges n'ont rien à voir avec les pertes de sang dont elle souffrit pendant des mois à partir de la mi-1680 : bien que les médecins d'alors aient tenté d'éclaircir la situation, ils furent vite découragés.

#### Autopsie moderne
À la fin du XXe siècle, un médecin spécialiste, le professeur de gynécologie Yves Malinas, procède à une étude du rapport d'autopsie. Selon le médecin, la duchesse de Fontanges est morte d'un cancer de la membrane fœtale. Après son accouchement, un morceau de placenta serait resté dans le corps de la duchesse et aurait ainsi provoqué ces pertes de sang. Mais la duchesse de Fontanges accouche d'un fils fin décembre 1679. Bien qu'elle montre des signes de faiblesse dus à cet accouchement, elle n'en est pas moins radieuse le jour de l'an 1680. À cette date, ses pertes n'ont pas encore commencé. Ces signes de faiblesse prouvent donc seulement que la duchesse supporte mal les grossesses, à l'inverse de la marquise de Montespan. Les pertes de sang commencent au milieu de l’année 1680. Mme de Caylus  écrit « cette fille s'est tuée pour avoir voulu partir de Fontainebleau le 13 mai (1680), le même jour que le roi quoiqu'elle fût en travail et prête à accoucher. Elle fut depuis toujours languissante ». Selon Ernest Lavisse et Bernard Noël « Deux fausses-couches lui firent perdre la faveur du roi ». Est-ce que l'on peut réellement parler de fausse couche pour la première grossesse en 1679, puisque la duchesse de Fontanges met bien au monde un fils (né prématurément et qui ne vivra pas) en décembre ? Bien que l’enfant de Marie-Angélique de Fontanges, né avant terme, succombe à une mort naturelle, la princesse Palatine, qui déteste Mme de Montespan, écrit que l'enfant fut vraisemblablement empoisonné par la marquise.
Selon Yves Malinas, les pertes de sang trouvent leurs origines dans une seconde fausse couche, ayant lieu en 1680, date à laquelle commencent les pertes de sang. Cette hypothèse peut remettre en cause les quelques sources qui parlent d'un enfant (le plus souvent d'une fille) mort-né en mars 1681, puisqu'à ce moment de sa vie, avec ses constantes hémorragies, la duchesse de Fontanges peut difficilement avoir un nouvel enfant, de surcroît si un morceau du placenta est toujours logé dans son corps. En fin de compte, l'analyse du docteur Yves Malinas ne se base que sur l'analyse d'autopsie, non sur le corps, de ce fait, l'hypothèse de la mort par empoisonnement reste toujours plausible, sans pour autant pouvoir désigner de coupable.
En fait, la duchesse Angélique de Fontanges serait morte d'une tuberculose intestinale, puis pulmonaire, et de ses conséquences[réf. nécessaire].

### Légende
La légende veut qu'en 1695, le fantôme de Marie-Angélique apparaisse au roi alors qu'il vient de se coucher. La duchesse lui aurait alors demandé de se défaire de la marquise de Maintenon, et lui aurait rappelé que lorsqu'elle était encore vivante, il lui avait juré plusieurs fois qu'elle était la femme qu'il aimait le plus, et qu’aujourd’hui elle était bien désolée de voir qu'il l'avait si vite oubliée dans les bras d'une autre.
La duchesse lui aurait également dit que le renvoi de Mme de Maintenon était la seule solution pour alléger sa future peine au purgatoire, car c'était là qu'elle se trouvait, et que le roi se trouverait après sa mort. Elle aurait dit également à Louis XIV que ses années de règne étaient comptées et que bientôt, il viendrait la rejoindre, qu'elle l'attendait. Elle déclara enfin que c'était Mme de Montespan qui l'avait fait empoisonner, et conjura Louis XIV de délaisser pour de bon Mme de Montespan et de se tourner uniquement vers Dieu.

## Mode
Elle a lancé la mode d'une coiffure qui porte son nom : coiffure « à la Fontanges ». En effet, en participant à une chasse royale donnée dans la forêt de Fontainebleau, sa coiffure s'était défaite en s'accrochant aux branches et, sans que la duchesse ne s'en aperçût, le ruban qui retenait ses cheveux glissa sur son front ; le roi avait trouvé cela « charmant ». Dès le lendemain, les dames de la Cour adoptèrent cette coiffure pour plaire au roi. Au début, ce n'était qu'un simple nœud de cheveux relevés en boucles sur le sommet de la tête. C'est avec la complicité ingénieuse d'un serrurier que la coiffe devint une sorte de pièce montée. Comme les dames n'avaient pas assez de cheveux pour ériger cette pyramide, elles portèrent des « Fontanges-postiches » toutes montées. Leurs propres cheveux étaient tirés en arrière, serrés en chignon. Elles coiffaient par-dessus le faux, puis posaient un échafaudage de fils de fer sur lequel venaient s'arrimer des dentelles, pierreries ou autres colifichets. Parfois, la coiffe était même pourvue d'un mécanisme permettant de tasser le tout pour passer les portes. Madame de Maintenon, elle, refusa cette coiffure extravagante, et adopta le chignon simple sous de grandes mantes de dentelles assorties à ses robes, noires la plupart du temps.

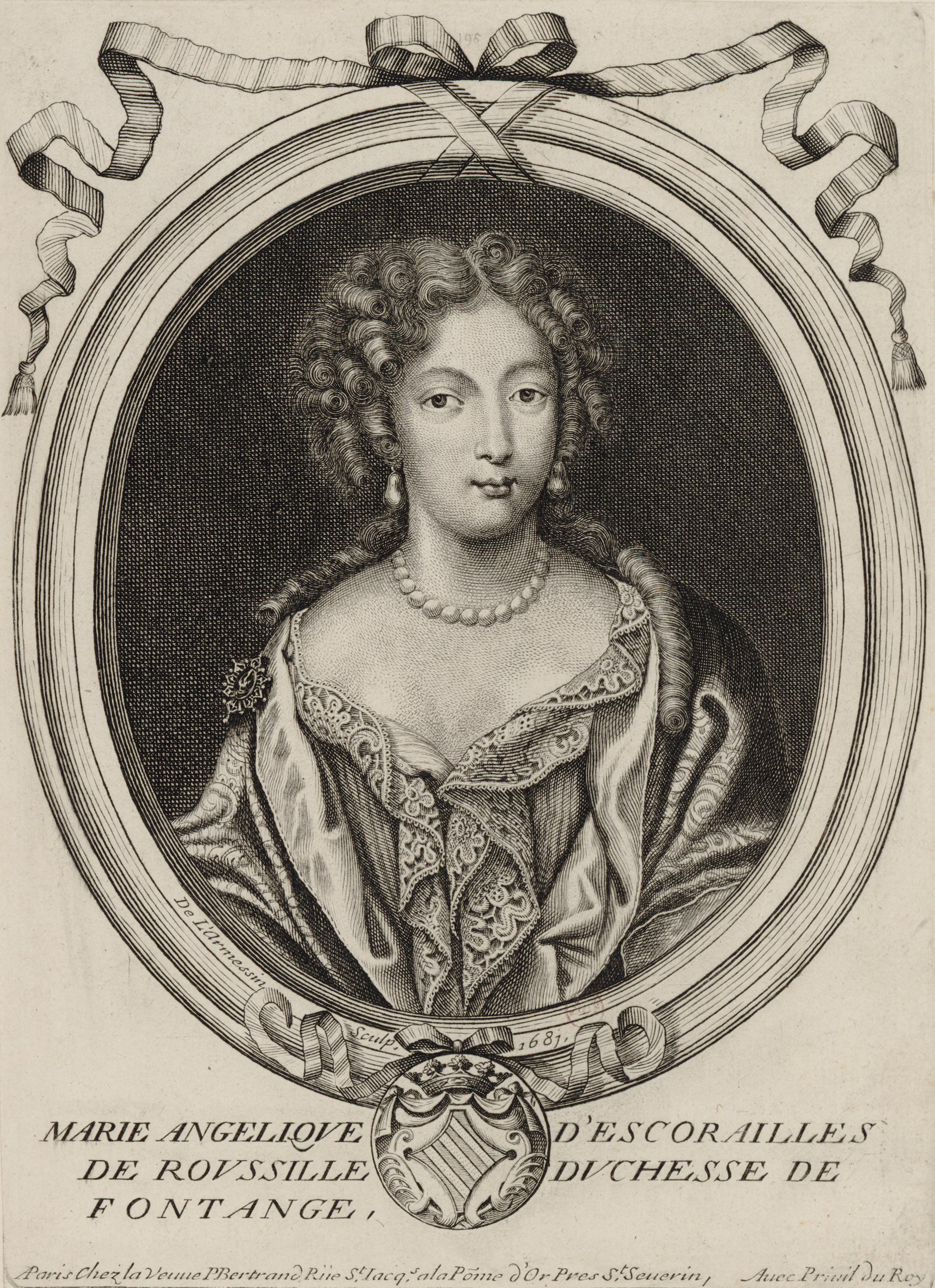
La duchesse de Fontanges, gravure par Nicolas Larmessin (1687).

## Portraits présumés de la duchesse de Fontanges
En parcourant les catalogues des musées et des collections particulière, on trouve de nombreux portraits qui représenteraient Madame de Fontanges, mais dont les origines seraient inconnues ou douteuses.
En effet, en raison de la courte durée de sa vie, il existe peu de portraits considérés comme authentiques de la duchesse de Fontanges. Toutefois, il est avéré que le peintre Pierre Mignard fit en 1678 son portrait décrit dans un inventaire des tableaux du roi, rédigé en 1709 et 1710, et repris par l'historien Victor Advielle (1833-1903) :

« Portrait de Madame de Fontanges, vestue d'un manteau bleu, assise et appuyée sur un carreau de velours cramoisi, tenant des roses et une anémone dans ses mains ; figure comme nature ; ayant de hauteur 3 pieds 3 pouces, sur 3 pieds 9 pouces de large; de forme ovale, dans sa bordure dorée. »

Selon l'abbé Simon-Philippe Mazière de Monville († ca.1777), « Le roi lui-même [n'avait] pas trouvé que le peintre eût rien diminué des charmes de cette belle personne ».
En 1900, Victor Advielle dans son étude Le portrait de la duchesse de Fontanges du Musée national de Madrid et les faux portraits de la favorite considère qu'un tableau qui se trouve au Musée du Prado à Madrid, inscrit sous le nom de Mignard et identifié comme représentant Melle de Fontanges est le seul portrait authentique de Madame de Fontanges. Il suppose que ce tableau s'est retrouvé au Musée du Prado pour avoir appartenu par héritage au petit-fils de Louis XIV, le duc d'Anjou, qui devint roi d'Espagne en 1700.
Néanmoins, la description de ce tableau du Musée du Prado : « Assise en un jardin, vêtue de jaune, avec l'éventail à la main »  est différente de celle de la description du portrait de Madame de Fontanges par Mignard qui est décrit dans l'inventaire des tableaux du roi rédigé en 1709 et 1710 : « vestue d'un manteau bleu, assise et appuyée sur un carreau de velours cramoisi, tenant des roses et une anémone dans ses mains ».
Sur l'identification proposée par Victor Advielle, Marcel Nicolle auteur de La peinture française au musée du Prado  écrit : « Cette peinture médiocre, qui semble être la copie d'un Mignard ou un ouvrage d'école, serait surtout intéressante si elle représentait vraiment la célèbre favorite de Louis XIV ; mais rien n'est moins certain (...)  Les seules preuves qu'il apporte à l'appui de l'identification proposée, sont d'une part la désignation traditionnelle du livret du Prado, de l'autre, un argument tiré de la couleur des cheveux, ce qui est loin de constituer une démonstration décisive ».
Plus récemment, Lada Nikolenko, dans son ouvrage Pierre Mignard, the portrait painter of the Grand Siècle (1983), écrit que l'identification et l'attribution à Mignard du tableau du Musée du Prado sont erronées.
D'après Victor Advielle, on peut aussi considérer comme authentiques les portraits gravés par Nicolas de L'Armessin en 1687 et par Ficquet (sans date), contemporains de la duchesse de Fontanges.

## Filmographie
- La duchesse de Fontanges a notamment été interprétée au cinéma par l'actrice Christine Carrère dans le film L'Affaire des poisons (1955), écrit et réalisé par Henri Decoin, où elle jouait, dans un rôle de second plan, aux côtés de Danielle Darrieux (dans le rôle de Madame de Montespan), Viviane Romance (dans le rôle de Catherine Deshayes dite La Voisin), Paul Meurisse (dans le rôle de l'abbé Guibourg), Anne Vernon (dans le rôle de Mademoiselle des Oeillets) et Raymond Gérôme (dans le rôle de Louis XIV)
- On peut aussi la voir dans Si Versailles m'était conté de Sacha Guitry, interprétée par Nicole Mauray.
- Elle figure aussi dans le film L'Allée du roi, de Nina Companeez, aux côtés de Didier Sandre, Dominique Blanc et Valentine Varela. Mais ce n'est qu'un rôle très secondaire.
- Elle inspire la série d'Angélique marquise des anges avec Michèle Mercier et Robert Hossein en 1964

## Documentaire
La duchesse de Fontanges fait partie des figures féminines traitées dans le cadre de l'émission Secrets d'histoire, intitulée Elles ont régné sur Versailles.

## Dans la littérature
- Annie Pietri, L'Espionne du Roi-Soleil, Bayard Jeunesse.
- Annie Pietri, Le Collier de rubis, Bayard jeunesse.
- Emmanuel Théaulon (1787-1841), Mademoiselle de Fontanges, ou Si le Roi le savait ! opéra-comique en 2 actes ; paroles de MM. Théaulon et Prosper Léotard, musique de M. A. Pilati, E. Michaud éditeur, Paris, 1839, in-8°, 36 p. Texte de l'œuvre représentée pour la première fois au Théâtre de la Renaissance, le 11 mars 1839.
- Jane La Vaudère, Mademoiselle de Fontanges, pièce en 4 actes, en vers, Paris, A. Méricant, 1909, in-18, 176 p.
- Ève de Castro, Les Bâtards du Soleil, ed. Olivier Orban, 1987.